# Sulu (Kambja)
Pour l’article homonyme, voir Sulu.
Sulu est un village de la commune de Kambja du comté de Tartu en Estonie.
Au 31 décembre 2011, il compte 27 habitants.